# Diplomatenuniform

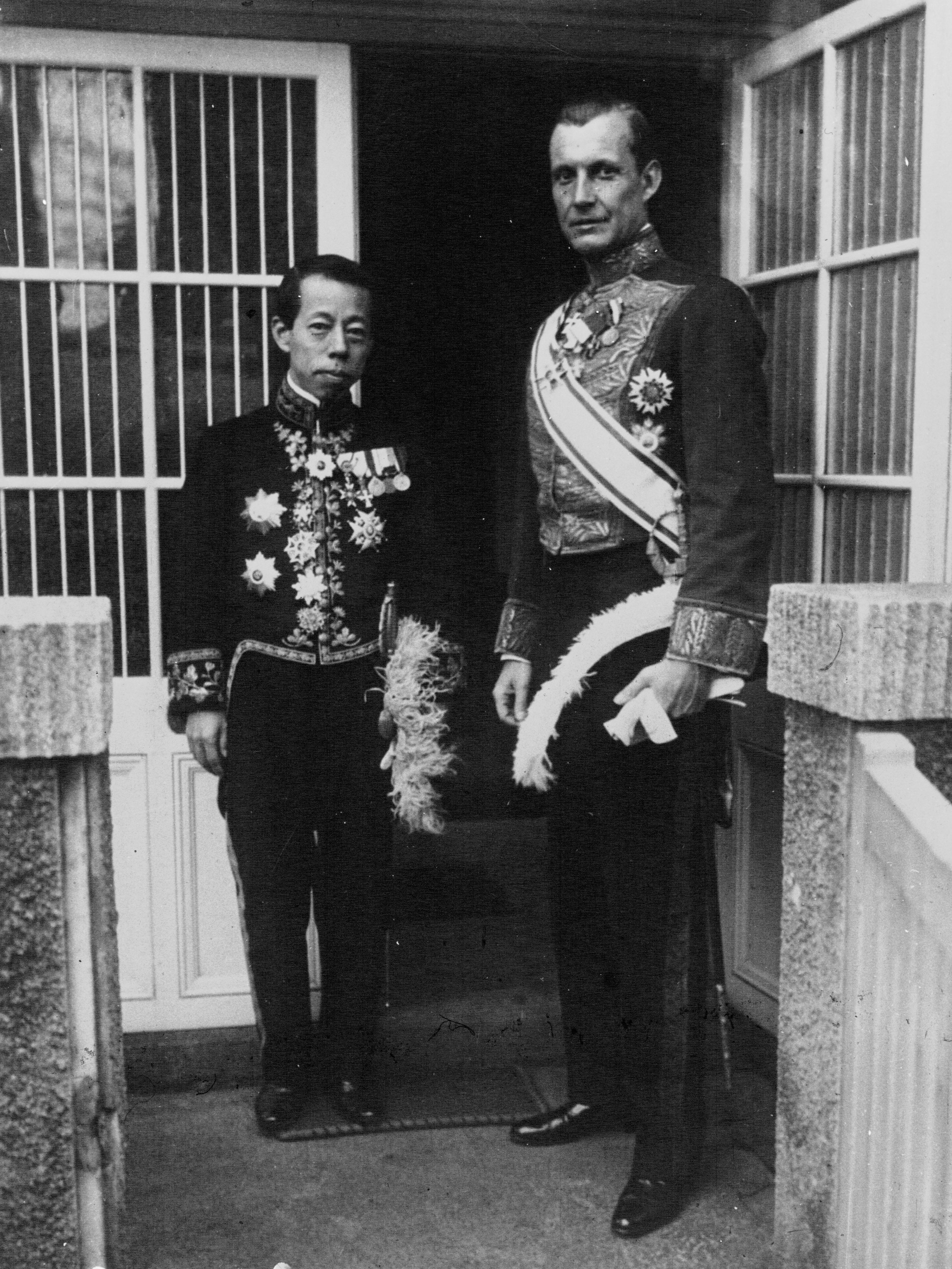
Der dänische Botschafter mit dem japanischen Berater des kaiserlichen Haushaltsministeriums (1932)

Als Diplomatenuniform wird die gleichartige Kleidung bezeichnet, die Diplomaten einiger Länder zu offiziellen Anlässen tragen beziehungsweise trugen.

## Geschichte
Die erste Diplomatenuniform wurde um 1800 von den ersten europäischen Staaten nach dem Vorbild der Uniform der Hofbediensteten eingeführt. Der Großteil der Länder hat sie im Laufe des 20. Jahrhunderts wieder abgeschafft und sie ist nur noch selten bei sehr förmlichen Anlässen zu sehen.
Bis ins späte 18. Jahrhundert trugen die üblicherweise adeligen Diplomaten ihre eigene Paradeuniform. Frankreich führte 1781 die ersten Diplomatenuniformen ein und bis 1800 hatten viele andere Staaten im Zuge von Verwaltungsreformen (nach der Französischen Revolution und den Napoleonischen Kriegen) das Konzept übernommen. In einigen Ländern waren die Diplomatenuniformen die ersten nicht-militärischen Uniformen. Diese boten nicht nur den Vorteil, dass die (zu diesem Zeitpunkt oft nicht mehr übermäßig wohlhabenden) Diplomaten sich keine vollständige Galauniform anzuschaffen mussten, sie sollte auch das Amt hervorheben und damit den Amtsinhaber in den Hintergrund rücken lassen.
Auch nicht-europäische Höfe übernahmen im Laufe des 19. Jahrhunderts das Konzept der Diplomatenuniform nach europäischem Vorbild. Allen voran führte Japan während der Meiji-Restauration 1872 europäisch gestaltete Uniformen für alle Beamten ein. Der osmanische Hof kleidete während der sogenannten „Tanzimat“-Periode seine Diplomatenu ebenfalls nach europäischem Vorbild ein.
Zuletzt waren Diplomatenuniformen vor dem Ersten Weltkrieg weit verbreitet, danach nahm ihre Häufigkeit zunehmend ab. Viele der Staaten, die erst nach 1918 entstanden, führten keine Diplomatenuniformen mehr ein. Dennoch haben manche Staaten die Uniformen beibehalten, sie werden jedoch nur noch zu förmlichen Anlässen wie zum Beispiel bei der Akkreditierung getragen.

## Ausführung
Diplomatenuniformen sind im Allgemeinen nach der an europäischen Höfen im 19. Jahrhundert üblichen Mode gestaltet. Sie bestehen üblicherweise aus einem Frack, der oben mit einem Stehkragen abgeschlossen ist, einer Reit- oder Frackhose, einem Zeremonialschwert und einem Zweispitz. Üblicherweise war jeder Diplomat mit zwei Uniformen ausgestattet, einer Gala- und einer Dienstuniform. Im Alltag trugen Diplomaten dennoch Zivilkleidung.
Ähnlich wie die Uniformen höherer Hofbeamter sind auch Diplomatenuniformen zumeist mit goldenen Stickereien verziert, wobei der diplomatische Rang des Trägers an den Stickereien abzulesen war. Auch hatte jeder einzelne Staat Ergänzungen zum allgemeinen Grundmodell. Im Gegensatz zu den militärischen Uniformen, deren Mode sich im 19. und 20. Jahrhundert fortlaufend wandelte, unterlagen die Diplomatenuniformen üblicherweise im Laufe der Zeit nur geringfügigen Änderungen.
Die Mitarbeiterschaft im konsularischen Dienst verfügte üblicherweise über keine eigenen Uniformen. Dort jedoch, wo auch konsularische Mitarbeiter mit Uniformen ausgestattet wurden, waren diese Uniformen üblicherweise weniger aufwändig gestaltet als die Diplomatenuniformen. So sind beispielsweise die Uniformen des britischen konsularischen Dienstes mit silbernen (statt den bei Diplomatenuniformen üblichen goldenen) Tressen ausgestattet.

## Diplomatenuniformen einzelner Länder

### Gegenwärtig
| Staat    | Bild | eingeführt | Beschreibung |
| -------- | ---- | ---------- | --- |
| Russland |      | 1834       | Im Zarenreich wurden 1834 dunkelgrüne Diplomatenuniformen eingeführt. Nach der Revolution wurde bis 1943 Zivilkleidung getragen, dann wurden erneut Diplomatenuniformen eingeführt. Bereits 1954 wurde das Tragen auf Botschafter beschränkt. Zwischen 1991 und 2001 wurden keine Diplomatenuniformen getragen, ehe wieder Diplomatenuniformen nach sowjetischem Vorbild eingeführt wurden, die bis heute zu offiziellen Anlässen getragen werden. |
| UK       |      | ?          | Britische Diplomaten trugen vormals die auch am Hof getragene Uniform, wobei in tropischen Gebieten weißer Stoff getragen wurde. Botschafter trugen die Uniform „1. Klasse“ mit zusätzlichen Goldstickereien, niedrigere Ränge einfachere Versionen. Konsularbeamte trugen silberne Stickereien. 1953 wurden neue Richtlinien in Kraft gesetzt und eine eigene Uniform für den Auswärtigen Dienst entworfen. Die Bedeutung dieser Uniform nahm im Laufe des 20. Jahrhunderts ab. Heutzutage wird die Diplomatenuniform nur noch bei offiziellen Anlässen getragen, u. a. an der Britischen Botschaft beim Heiligen Stuhl und in Spanien, aber auch von hochrangigen Mitgliedern des Auswärtigen Dienstes in London. Eine Tropenversion wird bspw. in Thailand und Malaysia getragen. Eine Damenversion wurde 2013 eingeführt, zuvor wurde von Damen lediglich eine Amtskette getragen. |

### Historisch
| Staat   | Bild | eingeführt | abgeschafft   | Beschreibung |
| ------- | ---- | ---------- | ------------- | --- |
| USA     |      | 1814       | 1937          | Die ersten amerikanischen Diplomatenuniformen wurden 1814 im Zuge des Abschlusses des Vertrags von Ghent ausgegeben. Bis 1817 trugen Diplomaten oft noch Uniformen, die sie sich selbst beschafft hatten, ehe vom State Department das Tragen der einheitlichen Uniform vorgeschrieben wurde. 1829 wurde die Uniform vereinfacht. Die neue, simplere Version war jedoch nicht verpflichtend vorgeschrieben und einige Diplomaten trugen pompösere Uniformen. 1853 wurde durch William L. Marcy kommuniziert, US-Diplomaten sollten die „einfache Kleidung, wie sie ein amerikanischer Bürger trägt“ tragen. Da einige der selbstbeschafften Uniformen als zu pompös empfunden wurden, verbot der Kongress 1867 sämtliche Diplomatenuniformen. Amerikanische Diplomaten mussten fortan „underdressed“ zu offiziellen Anlässen erscheinen. Theodore Roosevelt war 1910 bei der Beerdigung King Edwards VII. einer der wenigen Staatsgäste, die keine Uniform trugen. Einige Zeit lang trugen US-Diplomaten Uniformen, die stark denen der U.S. Navy ähnelten (gleich wie das U.S. Public Health Service Commissioned Corps und das U.S. National Oceanic and Atmospheric Administration Commissioned Corps es heute noch tun). 1937 legte Präsident Roosevelt fest, dass Diplomatenuniformen durch den Congress zu genehmigen sind, die vorherigen Diplomatenuniformen wurden daher abgeschafft. Diese Passage wurde auch in den Foreign Service Act von 1946 in Section 1001 übernommen, sodass alle Diskussionen um die Neueinführung von Uniformen für den amerikanischen Auswärtigen Dienst bisher im Sande verlaufen sind. |
| Schweiz |      | 1915       | ? (nach 1945) | 1915 wurde festgelegt, dass Schweizer Diplomaten „Uniform oder Frack“ zu offiziellen Anlässen tragen sollten. Die Schweizer Diplomatenuniform bestand aus blauem Tuch und war mit Alpenrosen und Edelweissen bestickt, es war den Diplomaten jedoch freigestellt, anstelle der Diplomatenuniform Frack oder Militäruniform zu tragen. Die Diplomatenuniform wurde mutmaßlich nach dem Zweiten Weltkrieg abgeschafft, was einigen Diplomaten missfallen haben dürfte: Ca. 1987 gründete der Staatssekretär Franz Blankart eine Interessensgemeinschaft zur Wiedereinführung der Diplomatenuniform. |

## Weiterführende Literatur
Fabio Cassani Pironti, Ordini in ordine, Manuale d'uso delle decorazioni per il Corpo diplomatico accreditato presso la Santa Sede, il Sovrano Militare Ordine di Malta ed i rispettivi dignitari, Laurus Robuffo Roma, 2004.
La France en tenue de gala, histoire de deux siècles de costumes de cérémonie et d'insignes d'honneur des fonctions officielles civiles, catalogue de la double exposition organisée à Nancy du 10 novembre au 5 décembre 1997, 199, 48 p.